# Reichsbankgebäude Düsseldorf

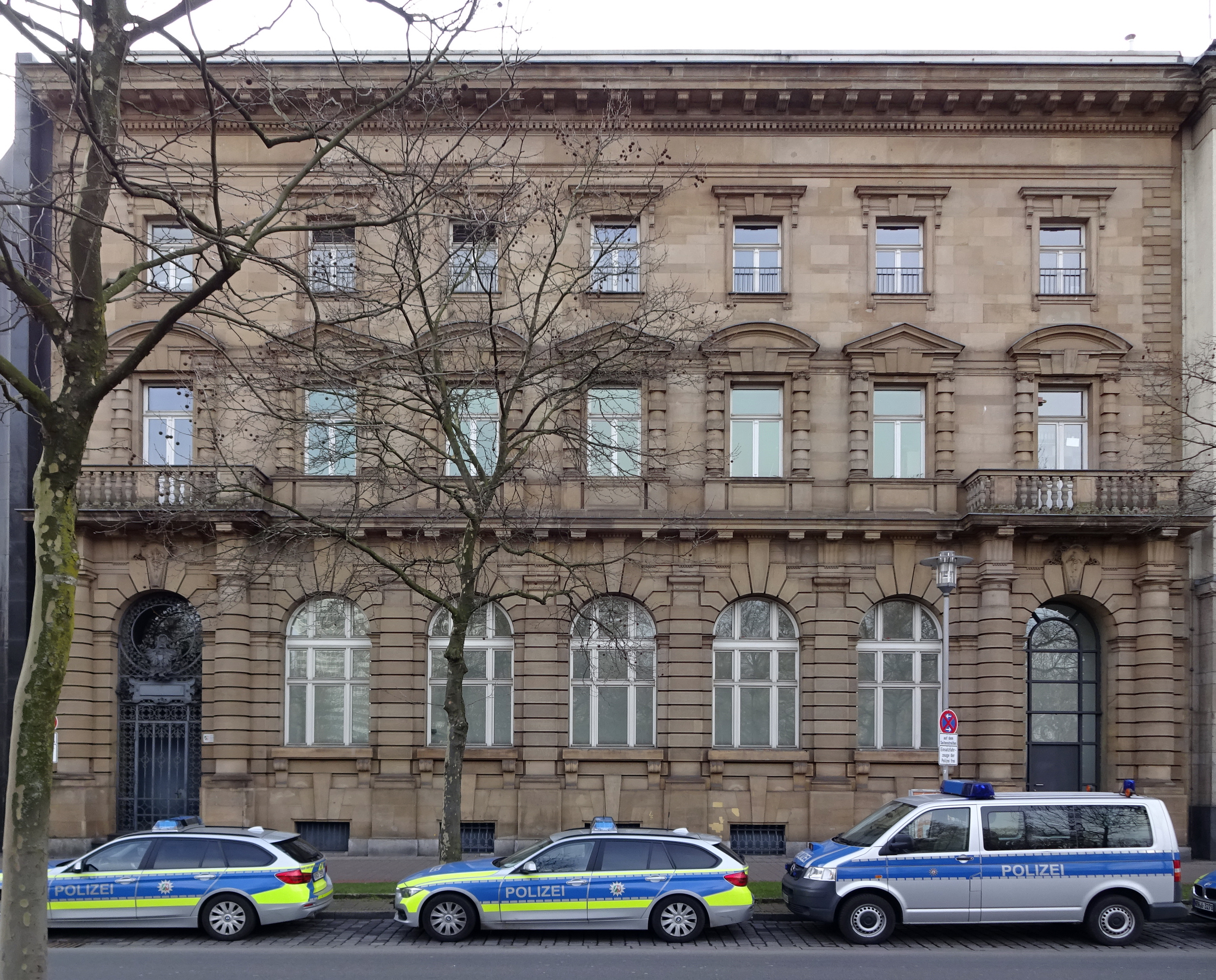
Fassade der ehemaligen Reichsbankniederlassung in Düsseldorf (2018)

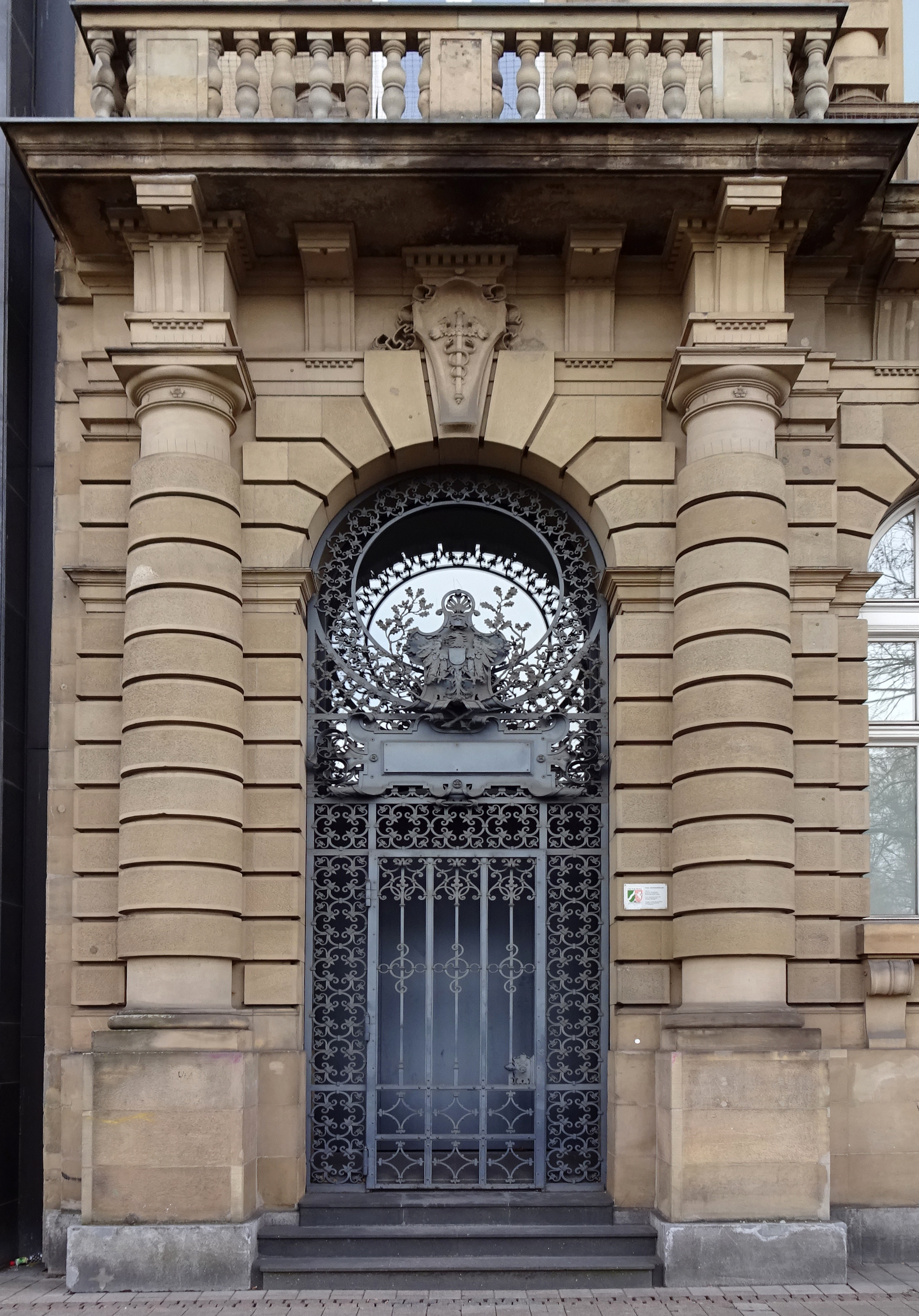
Portal (2018)

Das Bankgebäude der Reichsbank befand sich an der Alleestraße 8/9 (heute: Heinrich-Heine-Allee 8/9) in Düsseldorf-Altstadt. Das unter der Oberleitung des Reichsbank-Architekten Julius Emmerich durch den Düsseldorfer Architekten Hermann Stiller 1892 bis 1894 erbaute Haus war das „vornehmste Bankgebäude der Stadt“.

## Nutzung
Im Erdgeschoss befanden sich die Geschäftsräume, wie der Geschäftssaal, das Direktorenzimmer und die Garderobe. In den Obergeschossen befanden sich die Wohnungen für die Vorstandsbeamten. Im Seitenbau war über den Tresoren eine Wohnung für den Kassenboten. Der Tresor war zweigeschossig und hatte einen Lastenaufzug.
Hier wurde im März 1896 die Rheinische Bahngesellschaft AG gegründet, zu deren Gründungsvätern die Düsseldorfer Unternehmer Franz Haniel, Heinrich Lueg, August Bagel und Friedrich Vohwinkel gehörten.
Nach dem Krieg wurde das Gebäude von der Stadt Düsseldorf bis in die 1970er Jahre als Steuerkasse genutzt.

## Architektur
Die denkmalgeschützte Fassade wurde im Stil des Historismus in Anlehnung an florentinische Palazzi im Stil der Renaissance gestaltet: „Die Strassenfront ist in prächtigen Formen der Florentiner Renaissance aus Heilbronner Sandstein fein gegliedert.“ So erhebt sich über dem Sockelgeschoss ein hohes Erdgeschoss. Dieses ist mit Rustika, Pilastern und Halbsäulen gegliedert. Darüber erheben sich zwei Obergeschosse mit rustizierten Pilastern und aufwändiger Fensterverdachung. Ein kräftiges Kranzgesims schließt die Fassade nach oben ab.

## Heutige Situation
Von dem Gebäude ist lediglich die denkmalgeschützte Fassade erhalten geblieben. Diese wurde 1986 in den Neubau der Kunstsammlung Nordrhein-Westfalen (K20 am Grabbeplatz) integriert.